# Nino Rezzonico
Nino Rezzonico (* 5. März 1900 in Turin; † 18. Mai 1974 in Sorengo; Adelstitel: Conte di Castelmonte) war ein Tessiner Politiker, der mit Arthur Fonjallaz zusammenarbeitete und sich an Mussolini orientierte. Im November 1933 hielt er in seiner Villa in Porza die Gründungsversammlung der Tessiner Faschisten ab. Nach dem Scheitern des Marschs auf Bellinzona (marcia su Bellinzona) im Jahr 1934 wurde er als Anführer der Tessiner Faschisten abgesetzt. Er betätigte sich aber weiterhin im Sinne des Faschismus.

## Ausbildung und Familie
Als Sohn von Ulisse Rezzonico (1862–1912) und Caterina, geborene Salvadé, in Turin geboren, besuchte Nino Rezzonico das Kollegium Karl Borromäus (1911–1915), die Stiftsschule Einsiedeln (1915–1917) und das Kollegium Maria Hilf, die heutige Kantonsschule Kollegium Schwyz (1917–1918), wo er das Maturitätszeugnis erwarb. Im Oktober 1918 trat er in die ETH Zürich ein, der Abschluss als Elektroingenieur erfolgte im Dezember 1923.
Danach war er kurzzeitig an der juristischen Fakultät der Universität Zürich immatrikuliert (1924/25).
Am 18. Mai 1928 heiratete er Helena Krumholz, die von 1921 bis 1925 ebenfalls in Zürich Recht studiert hatte.
Nach dem Tod von Helena (Elena) Rezzonico-Krumholz im Jahr 1970 heiratete Nino Rezzonico 1971 ein zweites Mal, nämlich Elda Gobessi.

## Wirken als Tessiner Faschist
Im Tessiner Faschismus war Rezzonico eine Schlüsselfigur. Die Gründung der „Federazione Fascista ticinese“ erfolgte im November 1933 in Rezzonicos Villa in Porza bei Lugano. Im gleichen Monat begleitete Rezzonico seinen Mentor Arthur Fonjallaz auf eine Reise nach Rom, wo die beiden eine Audienz bei Mussolini erhielten. Dieser liess daraufhin die faschistische Bewegung in der Schweiz mit beträchtlichen Geldsummen unterstützen.
Am 25. Januar 1934 versuchten die Tessiner Faschisten, die Macht im Kanton gewaltsam an sich zu reissen. Als dieser „Marsch auf Bellinzona“ scheiterte, änderte Rezzonico seine Taktik, aber nicht seine politische Überzeugung. Zwischen Porza, seinem Tessiner Lebensmittelpunkt und Turin pendelnd, betrieb Rezzonico weiterhin Propaganda; noch 1943 beteuerte er in einem Brief an Roberto Farinacci seine Bereitschaft, sich in den Dienst der faschistischen Sache zu stellen.

## Kontroversen in den 1950er Jahren
1953 hatte sich der Schweizer Bundesrat mit einem parlamentarischen Vorstoss des PdA-Nationalrats Emil Arnold zu beschäftigen. Laut Arnold gab es Pläne, die Villa Rezzonicos in Porza als Erholungsheim für ehemalige Fallschirmjäger der deutschen Wehrmacht zu nutzen.
Als 1956 bekannt wurde, dass der Bundeskanzler Adenauer seine Ferien in Porza verbringen würde, wies Der Spiegel ironisch darauf hin, Spanien sei wegen des Franco-Regimes als Feriendestination nicht in Frage gekommen, nun aber habe der Kanzler völlig arglos „die Villa Rezzonico im schweizerischen Porza als Urlaubsquartier ausgewählt, ein Gebäude, das nach seinem Besitzer Nino Rezzonico benannt ist. Die Wahl der Villa Rezzonico zum Urlaubsdomizil verheisst dem Bundeskanzler Erholung und Bequemlichkeit. Konrad Adenauer wird ausserdem das Vergnügen haben, seine Ferientage an historischer Stätte zu verbringen: Die Villa Rezzonico war einst die Hochburg des schweizerischen Faschismus“.

## Schriften
- Battaglie. Porza 1937.